# Chřibská
Chřibská (en allemand : Kreibitz) est une ville du district de Děčín, dans la région d'Ústí nad Labem, en Tchéquie. Sa population s'élevait à 1 356 habitants en 2021.

## Géographie
Chřibská se trouve à 6 km au sud-sud-est de Krásná Lípa, à 22 km au nord-est de Děčín, à 38 km au nord-est d'Ústí nad Labem et à 88 km au nord de Prague.
La commune est limitée par Doubice et Krásná Lípa au nord, par Rybniště à l'est, par Kytlice et Česká Kamenice au sud, et par Kunratice et Jetřichovice à l'ouest.

## Administration
La commune se compose de quatre quartiers :
- Dolní Chřibská
- Horní Chřibská
- Chřibská
- Krásné Pole

## Histoire
La première mention écrite de la localité remonte à 1383. Elle se trouve dans la région historique de Bohême.

## Transports
Par la route, Chřibská se trouve à 15 km de Varnsdorf, à 27 km de Děčín, à 52 km d'Ústí nad Labem et à 116 km de Prague.

## Personnalités
- Thaddäus Haenke (1761-1816), géographe, explorateur de l'Amérique du Sud.
- Christoph Willibald Gluck (1714-1787), compositeur.